# Ierland op de Olympische Zomerspelen 1984
Ierland nam deel aan de Olympische Zomerspelen 1984 in Los Angeles, Verenigde Staten. Er werd één zilveren medaille gewonnen.

## Medailleoverzicht
| Sport    | Olympiër    | Discipline   | Medaille |
| -------- | ----------- | ------------ | -------- |
| Atletiek | John Treacy | marathon (m) | Zilver   |

## Deelnemers en resultaten

### Atletiek
| Olympiër          | Discipline             | Resultaat | Prestatie                                                                         |
| ----------------- | ---------------------- | --------- | --------------------------------------------------------------------------------- |
| Marcus O'Sullivan | 800m (m)               | 20e       | serie 2: 5de in 1.46,85 kwartfinale 4: 6de in 1.46,21                             |
| Paul Donovan      | 1500m (m)              | 31e       | serie 1: 4de in 3.45,70                                                           |
| Frank O'Mara      | 1500m (m)              | 25e       | serie 4: 4de in 3.41,76                                                           |
| Marcus O'Sullivan | 1500m (m)              | 17e       | serie 3: 3de in 3.49,65 halve finale 2: 9de in 3.39,40                            |
| Ray Flynn         | 5000m (m)              | 11e       | serie 1: 4de in 13.46,84 halve finale 1: 4de in 13.40,74 finale: 11de in 13.34,50 |
| John Treacy       | 10000m (m)             | 9e        | serie 3: 5de in 28.18,13 finale: 9de in 28.28,68                                  |
| Liam O'Brien      | 3000m steeplechase (m) | 21e       | serie 3: 8ste in 8.31,89 halve finale 1: 11de in 8.34,90                          |
| Dick Hooper       | marathon (m)           | 51e       | 2:24.41                                                                           |
| Jerry Kiernan     | marathon (m)           | 9e        | 2:12.20                                                                           |
| John Treacy       | marathon (m)           | Zilver    | 2:09.56                                                                           |
| Declan Hegarty    | kogelslingeren (m)     | 16e       | kwalificatie groep A: 9de met 70,56m                                              |
| Jerry Kiernan     | kogelslingeren (m)     | 21e       | kwalificatie groep A: 11de met 65,56m                                             |
|                   |                        |           |                                                                                   |
| Caroline O'Shea   | 800m (v)               | 8e        | serie 3: 2de in 2.03,60 halve finale 1: 4de in 2.02,70 finale: 8ste in 2.00,77    |
| Monica Joyce      | 3000m (v)              | 14e       | serie 3: 5de in 8.54,34                                                           |
| Roisin Smyth      | 3000m (v)              | 15e       | serie 1: 8ste in 9.01,69                                                          |
| Mary Parr         | 400m horden (v)        | 25e       | serie 4: 7de in 1.01,66                                                           |
| Regina Joyce      | marathon (v)           | 23e       | 2:37.57                                                                           |
| Carey May         | marathon (v)           | 28e       | 2:41.27                                                                           |
| Regina Joyce      | discuswerpen (v)       | 9e        | kwalificatie groep B: 3de met 54,42m finale: 9de met 55,38m                       |

### Boksen
| Olympiër         | Discipline | Resultaat | Prestatie |
| ---------------- | ---------- | --------- | --- |
| Gerard Hawkins   | -48kg (m)  | 9e        | 1ste ronde: vrij 2de ronde: V van ITA Todisco: 0-5                                                              |
| Philip Sutcliffe | -54kg (m)  | 17e       | 1ste ronde: vrij 2de ronde: V van ITA Stecca: 0-5                                                               |
| Paul Fitzgerald  | -57kg (m)  | 9e        | 1ste ronde: W van SUD Pelly: 5-0 2de ronde: W van CAN Pagendam: 3-2 3de ronde: V van UGA Lubulwa: 2-3           |
| Kieran Joyce     | -67kg (m)  | 9e        | 1ste ronde: vrij 2de ronde: W van SEY Boniface: scheidsrechterlijke beslissing 3de ronde: V van FIN Nyman: 1-4µ |
| Samuel Storey    | -71kg (m)  | 17e       | 1ste ronde: vrij 2de ronde: V van ITA Casamonica: scheidsrechterlijke beslissing                                |
| Tom Corr         | -75kg (m)  | 9e        | 1ste ronde: W van ZIM Mayero: 5-0 2de ronde: V van NGR Okorodudu: 1-4                                           |

### Boogschieten
| Olympiër     | Discipline      | Resultaat | Prestatie                                                                              |
| ------------ | --------------- | --------- | -------------------------------------------------------------------------------------- |
| Hazel Greene | individueel (v) | 20e       | 1ste ronde: 20ste met 1221 punten 2de ronde: 18de met 1219 punten totaal: 2440 punten  |
| Mary Vaughan | individueel (v) | 39e       | 1ste ronde: 40ste met 1147 punten 2de ronde: 38ste met 1151 punten totaal: 2298 punten |

### Judo
| Olympiër     | Discipline | Resultaat | Prestatie |
| ------------ | ---------- | --------- | --------- |
| Kieran Foley | -71kg (m)  | 7e        |           |

### Kanovaren
| Olympiër    | Discipline    | Resultaat | Prestatie                                                                           |
| ----------- | ------------- | --------- | ----------------------------------------------------------------------------------- |
| Ian Pringle | K-1 500m (m)  | 16e       | serie 1: 5de in 2.01,10 herkansingen: 4de in 1.57,92 halve finale 2: 6de in 1.56,06 |
| Ian Pringle | K-1 1000m (m) | 14e       | serie 2: 5de in 4.09,21 herkansingen: 3de in 4.07,32 halve finale 3: 5de in 4.02,81 |

### Paardensport
| Olympiër                                                   | Discipline  | Resultaat | Prestatie                                |
| Eventing                                                   | Eventing    | Eventing  | Eventing                                 |
| ---------------------------------------------------------- | ----------- | --------- | ---------------------------------------- |
| David Foster                                               | individueel | 27e       | 119,95 strafpunten                       |
| Sarah Gordon                                               | individueel | 23e       | 99,20 strafpunten                        |
| Margaret Tollerton                                         | individueel | DNF       | niet gefinisht                           |
| Fiona Wentges                                              | individueel | 29e       | 144,40 strafpunten                       |
| David Foster Sarah Gordon Margaret Tollerton Fiona Wentges | team        | 28e       | 1ste ronde: 28ste met 363,55 strafpunten |
| Springconcours                                             |             |           |                                          |
| Gerry Mullins                                              | individueel | 28e       | 1ste ronde: 28ste                        |

### Schietsport
| Olympiër        | Discipline | Resultaat | Prestatie  |
| --------------- | ---------- | --------- | ---------- |
| Albert Thompson | skeet      | 41e       | 184 punten |
| Roy McGowan     | trap       | 53e       | 169 punten |

### Wielersport
| Olympiër                                               | Discipline         | Resultaat | Prestatie |
| Weg                                                    | Weg                | Weg       | Weg       |
| ------------------------------------------------------ | ------------------ | --------- | --------- |
| Séamus Downey                                          | wegwedstrijd (m)   | 16e       | 5:18.01   |
| Martin Earley                                          | wegwedstrijd (m)   | 16e       | 5:06.45   |
| Paul Kimmage                                           | wegwedstrijd (m)   | 16e       | 5:11.43   |
| Gary Thomson                                           | wegwedstrijd (m)   | 16e       | 5:15.27   |
| Philip Cassidy Martin Earley Paul Kimmage Gary Thomson | ploegentijdrit (m) | 16e       | 2:10.52   |

### Zeilen
| Olympiër       | Discipline  | Resultaat | Prestatie                        |
| -------------- | ----------- | --------- | -------------------------------- |
| William O'Hara | finn klasse | 13e       | 96,0 punten: (4-10-9-8-22-19-12) |

### Zwemmen
| Olympiër         | Discipline           | Resultaat | Prestatie               |
| ---------------- | -------------------- | --------- | ----------------------- |
| Carol Ann Heavey | 100m vrije slag (v)  | 33e       | serie 5: 6de in 1.01,34 |
| Carol Ann Heavey | 200m vrije slag (v)  | 20e       | serie 2: 6de in 2.07,75 |
| Carol Ann Heavey | 400m vrije slag (v)  | 22e       | serie 4: 6de in 4.36,07 |
| Julie Parkes     | 100m vlinderslag (v) | 27e       | serie 2: 6de in 1.06,20 |
| Julie Parkes     | 200m vlinderslag (v) | 21e       | serie 1: 7de in 2.20,85 |

Algerije · Amerikaanse Maagdeneilanden · Andorra · Antigua en Barbuda · Argentinië · Australië · Bahama’s · Bahrein · Bangladesh · Barbados · België · Belize · Benin · Bermuda · Bhutan · Birma · Bolivia · Bondsrepubliek Duitsland · Botswana · Brazilië · Britse Maagdeneilanden · Canada · Centraal-Afrikaanse Republiek · Chili · China · Chinees Taipei · Colombia · Congo-Brazzaville · Costa Rica · Cyprus · Denemarken · Djibouti · Dominicaanse Republiek · Ecuador · Egypte · El Salvador · Equatoriaal-Guinea · Fiji · Filipijnen · Finland · Frankrijk · Gabon · Gambia · Ghana · Grenada · Griekenland · Groot-Brittannië · Guatemala · Guinee · Guyana · Haïti · Honduras · Hongkong · Ierland · IJsland · India · Indonesië · Irak · Israël · Italië · Ivoorkust · Jamaica · Japan · Joegoslavië · Jordanië · Kaaimaneilanden · Kameroen · Kenia · Koeweit · Lesotho · Libanon · Liberia · Liechtenstein · Luxemburg · Madagaskar · Malawi · Maleisië · Mali · Malta · Marokko · Mauritanië · Mauritius · Mexico · Monaco · Mozambique · Nederland · Nederlandse Antillen · Nepal · Nicaragua · Nieuw-Zeeland · Niger · Nigeria · Noord-Jemen · Noorwegen · Oeganda · Oman · Oostenrijk · Pakistan · Panama · Papoea-Nieuw-Guinea · Paraguay · Peru · Portugal · Puerto Rico · Qatar · Roemenië · Rwanda · Salomonseilanden · Samoa · San Marino · Saoedi-Arabië · Senegal · Seychellen · Sierra Leone · Singapore · Soedan · Somalië · Spanje · Sri Lanka · Suriname · Swaziland · Syrië · Tanzania · Thailand · Togo · Tonga · Trinidad en Tobago · Tsjaad · Tunesië · Turkije · Uruguay · Venezuela · Verenigde Arabische Emiraten · Verenigde Staten · Zaïre · Zambia · Zimbabwe · Zuid-Korea · Zweden · Zwitserland